# David Benoit
David Benoit (ur. 18 sierpnia 1953 w Bakersfield) – amerykański pianista jazzowy i smoothjazzowy, kompozytor, dyrygent oraz producent muzyczny. Związany jest z Los Angeles, gdzie się wychował. W swojej karierze był pięciokrotnie nominowany do nagrody Grammy. Obecnie łączy karierę wykonawcy jazzowego z pracą kierownika muzycznego Azjatycko-Amerykańskiej Orkiestry Symfonicznej.

## Kariera
Rozpoczął edukację muzyczną w wieku 13 lat pod okiem Maryi Cressy Wright oraz Abrahama Frasera (pianisty Arturo Toscaniniego). Naukę kontynuował w El Camino College oraz na Uniwersytecie Kalifornijskim (UCLA).
Profesjonalną karierę rozpoczął w 1976 jako kierownik muzyczny i dyrygent zespołów towarzyszących piosenkarkom i aktorkom: Lainie Kazan, Ann-Margret i Connie Stevens.
Debiutancką płytę Freedom at Midnight wydał w 1977. Płyta osiągnęła 5. miejsce w zestawieniu Billboard’s Top Contemporary Jazz Albums.
Benoit jest uważany za jednego z twórców gatunku smooth jazz za sprawą coveru utworu Vince’a Guaraldiego Linus and Lucy, pochodzącego z albumu This Side Up, wydanego w 1985. Jego płyta Letter To Evan, dedykowana Billowi Evansowi jest wymieniana jako jeden z albumów definiujących ten gatunek muzyczny.
Jednymi z najlepiej ocenianych w dorobku artysty płyt były albumy: The Benoit/Freeman Project i Benoit/Freeman Project 2. Pierwszy album został oceniony na 4,5 gwiazdki przez AllMusic oraz wspiął się na drugą pozycje rankingu Top Contemporary Jazz Albums (Billboard), drugi – wydany dekadę później – osiągnął miejsce siódme.

## Dyskografia
| Tytuł                                        | Rok wydania | Wytwórnia        |  |
| -------------------------------------------- | ----------- | ---------------- |  |
| Heavier Than Yesterday                       | 1977        | AVI              |  |
| Life Is Like A Samba                         | 1979        | AVI              |  |
| Can You Imagine                              | 1980        | AVI              |  |
| Stages                                       | 1982        | AVI              |  |
| Digits                                       | 1983        | AVI              |  |
| Christmastime                                | 1983        | AVI              |  |
| This Side Up                                 | 1985        | AVI              |  |
| Summer                                       | 1986        | King Records     |  |
| Freedom At Midnight                          | 1987        | GRP              |  |
| Every Step Of The Way                        | 1988        | GRP              |  |
| Urban Daydreams                              | 1989        | GRP              |  |
| Waiting For Spring                           | 1989        | GRP              |  |
| Inner Motion                                 | 1990        | GRP              |  |
| Shadows                                      | 1991        | GRP              |  |
| Waves Of Raves                               | 1991        | AVI              |  |
| Letter To Evan                               | 1992        | GRP              |  |
| Lost & Found                                 | 1992        | AVI              |  |
| The Benoit/Freeman Project                   | 1994        | GRP              |  |
| Shaken Not Stirred                           | 1994        | GRP              |  |
| The Best of David Benoit: 1987 – 1995        | 1995        | GRP              |  |
| Remembering Christmas                        | 1996        | GRP              |  |
| American Landscape                           | 1997        | GRP              |  |
| Professional Dreamer                         | 1999        | GRP              |  |
| Here’s To You, Charlie Brown: 50 Great Years | 2000        | GRP              |  |
| Fuzzy Logic                                  | 2002        | GRP              |  |
| Right Here, Right Now                        | 2003        | GRP              |  |
| Benoit/Freeman Project 2                     | 2004        | Peak Records     |  |
| Orchestral Stories                           | 2005        | Peak Records     |  |
| Full Circle                                  | 2006        | Peak Records     |  |
| Heroes                                       | 2008        | Peak Records     |  |
| Jazz For Peanuts                             | 2008        | Peak Records     |  |
| Earthglow                                    | 2010        | Heads Up Records |  |

## Życie prywatne
David i jego żona, Kei, są rodzicami adoptowanej córki, June Koko. Mieszkają w Palos Verdes w hrabstwie Los Angeles.